# Бананове борошно

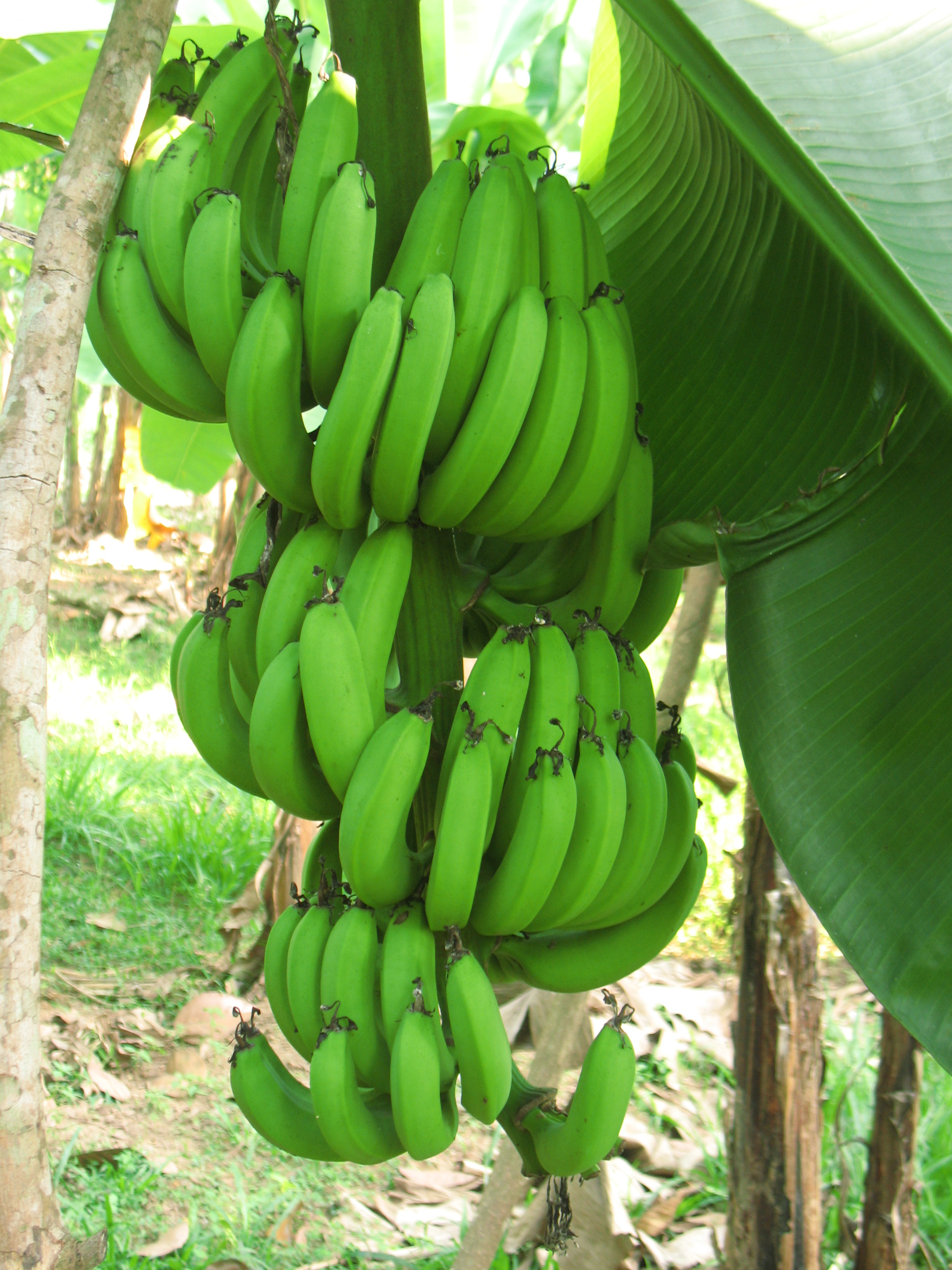
Зелені банани - сировина для виробництва бананового борошна

Бананове борошно - порошок, традиційно виготовляється з зелених бананів. Історично бананове борошно використовувалася в Африці та на Ямайці як більш дешева альтернатива пшеничному борошну. Нині часто використовується як безглютенова заміна сортам пшеничного борошна  або як джерело  резистентного крохмалю, підтримуваного деякими дієтичними напрямками, такими як палеодієти та деякими нещодавніми дієтологічних дослідженнями. Бананове борошно через використання зелених бананів в сирому вигляді має дуже м'який банановий смак, а в готовому вигляді має земляний, небанановий смак; воно також має текстуру, схожу на легкі сорти пшеничного борошна, і займає на 25% менший обсяг, через що стає хорошою заміною білого і білого цільнозернового борошна.

## Способи виробництва
Бананове борошно зазвичай виготовляється із зелених бананів, які очищають від шкірки, ріжуть, сушать, а потім подрібнюють . Цей процес може здійснюватися вручну традиційним чином: банани сушать на сонці, в печі або в домашньому сушильному апараті для їжі, а потім подрібнюються ступкою і Товкачем або механічної дробаркою. Для отримання 1 кг бананового борошна потрібно 8-10 кг сирих зелених бананів. В останні роки в Африці та Південній Америці почалося великомасштабне комерційне виробництво із застосуванням такої ж простий технології.
В Чилі розроблявся альтернативний метод виробництва бананового борошна, який використовує відходи виробництва стиглих бананів. Чилійські вчені розробили процес, який використовує шкірку перестиглих бананів, яка додається для заповнення нестачі харчових волокон до стиглих бананів, які не володіють таким же вмістом резистентного крохмалю, як зелені банани. Хоча результату цього методу не вистачає резистентного крохмалю, він явно перевершує банановий порошок. Банановий порошок виробляється з висушеного і подрібненого пюре зі стиглих бананів, і не має ні волокон, що містяться в борошні з використанням бананової шкірки, ні резистентного крохмалю борошна із зелених бананів .

## Застосування

### Історичне застосування
Традиційно бананове борошно виробляється як альтернатива дорогому пшеничному борошну в різних частинах Африки та Ямайки. Ще в 1900 році бананове борошно продавалося в Центральній Америці під торговою маркою Musarina, і позиціонувалося як продукт, корисний для людей з розладами і болями шлунка. Під час Першої світової війни Міністерство сільського господарства США розглядало плани по виробництву бананового борошна заміною пшеничного і житнього борошна .

### Безглютенова альтернатива
Бананове борошно імпортувалося або вироблялося американськими і австралійськими компаніями International Agriculture Group і Natural Evolution. Ці види бананового борошна продаються як безглютенова альтернатива пшеничному борошну для людей, які страждають від целіакії, і для тих, хто вибирають безглютенову дієту. Воно також продається, як загусник з простим і зрозумілим складом (clean-label) і як природне джерело резистентного крохмалю. Через високий вміст крохмалю бананове борошно має чудові характеристики для приготування і випічки, що дозволяє використовувати його замість пшеничного та інших видів борошна . Варто зауважити, що навіть додавання бананового борошна у варені продукти, такі як паста, значно збільшує загальний вміст резистентного крохмалю у кінцевих продуктах.

### Резистентний крохмаль
Бананове борошно (із зелених бананів) привернула увагу дієтологічних дослідників та укладачів дієт як чудове і корисне джерело резистентного крохмалю. Резистентним крохмалем позначається крохмаль, який не перетравлюється - він не розщеплюється в тонкій кишці, але досягає товстої кишки, де діє як харчове волокно, яке піддається ферментації . Бананове борошно може мати високий (>60%) або низький (<10%) вміст резистентного крохмалю в залежності від процесу висушування використовуваного інгредієнта. Бананове борошно часто використовується в сирому вигляді, наприклад, як інгредієнт для смузі або поживних батончиків, тому що приготування може знизити вміст резистентного крохмалю.

### Корм для тварин та виробництво клею
Бананова борошно використовується як корм для тварин в різних частинах світу. Зокрема, вона використовується як інгредієнт в замінниках молока для телят . Dynasty Banana Flour Manufacturing and Trading на Філіппінах і Taj Agro Products в Індії експортують бананове борошно по всьому світу для використання в годуванні домашньої худоби (де воно діє як коагулянт) і для використання у виробництві клею, перш за все клею для фанери.

## Доступність
Бананове борошно традиційно доступно в Африці та Південній Америці, як вироблена в традиційному господарстві, так і комерційного виробництва. Воно була представлене решті світу як комерційний інгредієнт такими компаніями як International Agriculture Group (базується в США) та Natural Evolution (базується в Австралії).

## Екологічні та економічні переваги
Як дослідниками, так і чиновниками в різних країнах виробництво бананового борошна пропонувалося як вирішення проблеми високої частки відходів в урожаї бананів. Багато незрілих зелених бананів відбраковуються і викидаються як непридатні для продажу або експорту. Однак, ці відбраковані зелені банани підходять для виробництва бананового борошна, і їх використання в цьому призначенні значно скоротило б відходи виробництва бананів. Таким чином виробники бананів зможуть отримувати більший дохід зі своїх врожаїв, їх вплив на довкілля буде зменшуватись, а світове виробництво їжі збільшиться, так як раніше цей продукт харчування викидали, а тепер буде використовуватися. Чилійська влада запустили виробництво бананового борошна з м'якоті і шкірки перестиглих бананів. Так відходи скорочуються за рахунок використання бананів, які викидалися, так як залишилися непроданими або випадково переспіли, що може траплятися з 20 % вступників на ринок бананів. Таким чином, бананове борошно може скоротити відходи на обох кінцях процесу виробництва бананів.

## Виробничі побоювання
Виробництво бананів протягом довгого часу асоціювалося з експлуатацією жебракуючих робітників в країнах третього світу. Виробництво бананового борошна за своєю природою також тісно пов'язане з цими побоюваннями, так як споживачів хвилює, банани якого походження використовуються в борошні, яке купується ними. Однак багато великих виробників бананів нещодавно прийняли практики справедливої торгівлі, застосування яких показало збільшення добробуту робітників.